# 拉贝尼松迪约
拉贝尼松迪约（法語：La Bénisson-Dieu，法語發音：[la benisɔ̃ djø]）是法国卢瓦尔省的一个市镇，位于该省北部，属于罗阿讷区。

## 地理
拉贝尼松迪约（46°9'0"N, 4°2'44"E）面积11.12 平方千米，位于法国奥弗涅-罗讷-阿尔卑斯大区卢瓦尔省，该省份为法国中南部省份，北起顺时针与索恩-卢瓦尔省、罗讷省、伊泽尔省、阿尔代什省、上盧瓦爾省、多姆山省和阿列省接壤。
与拉贝尼松迪约接壤的市镇（或旧市镇、城区）包括：默莱、布列农、诺阿伊。
拉贝尼松迪约的时区为UTC+01:00、UTC+02:00（夏令时）。

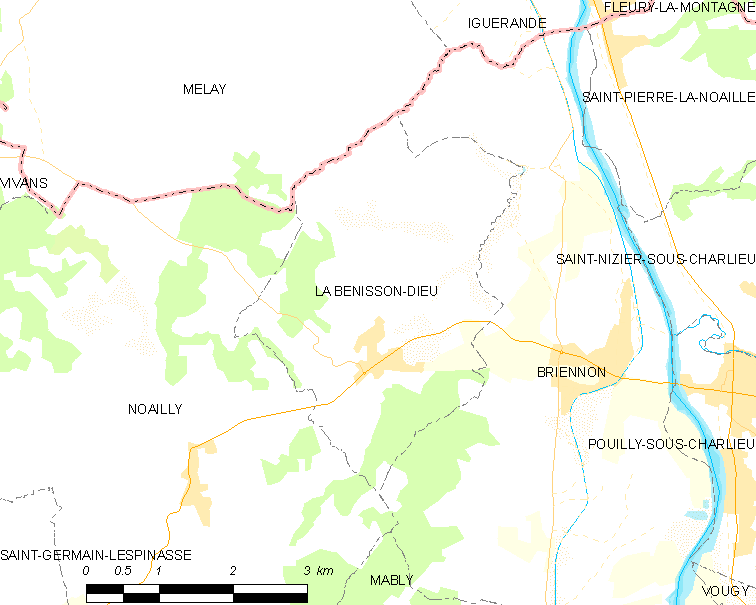
拉贝尼松迪约的OSM定位图

## 行政
拉贝尼松迪约的邮政编码为42720，INSEE市镇编码为42016。

## 政治
拉贝尼松迪约所属的省级选区为沙尔略县。

## 人口

1962-2008年间拉贝尼松迪约人口变化图示

拉贝尼松迪约于2022年1月1日时的人口数量为425人。

## 交通
卢瓦尔省省道D4线和D35线在境内交汇。